# 夏洛特·博内
夏洛特·博内（法語：Charlotte Bonnet，1995年2月14日—）生于瓦兹河谷省萨尔塞勒区昂冈莱班，是一名法国女子游泳运动员，主攻自由泳。2012年，时年17岁的她参加了伦敦奥运，联同队友获得了女子4×200米自由泳接力项目的铜牌。翌年1月1日，她凭借着伦敦奥运所获的奖牌获授予法国国家功勋勋章骑士勋章。